# Catherine Ball
Catherine „Catie“ Northcutt Ball, nach Heirat Catherine Northcutt Condon, (* 30. September 1951 in Jacksonville, Florida) ist eine ehemalige Schwimmerin aus den Vereinigten Staaten. Sie gewann bei den Olympischen Spielen 1968 eine Goldmedaille und bei den Panamerikanischen Spielen 1967 drei Goldmedaillen.

## Sportliche Karriere
Ende Dezember 1966 schwamm Catherine Ball ihren ersten Weltrekord über 100 Meter Brust. Insgesamt stellte sie vier Weltrekorde über 100 Meter Brust und drei Weltrekorde über 200 Meter Brust auf. Auf der kurzen Strecke war sie nach Agnes Geraghty 1926 und Claudia Kolb 1964 die dritte Weltrekordlerin aus den Vereinigten Staaten, auf der langen Bruststrecke war sie die erste nordamerikanische Weltrekordlerin überhaupt.
Ball gewann insgesamt neun Meistertitel der Amateur Athletic Union. Ihre ersten internationalen Erfolge erreichte Catherine Ball bei den Panamerikanischen Spielen 1967 in Winnipeg. Dort gewann sie über 100 Meter Brust vor Ana María Norbis aus Uruguay. Über 200 Meter Brust siegte sie vor Claudia Kolb. Die 4-mal-100-Meter-Lagenstaffel mit Kendis Moore, Catherine Ball, Ellie Daniel und Wendy Fordyce siegte vor den Kanadierinnen.
1968 bei den Olympischen Spielen in Mexiko-Stadt sollte Catherine Ball in drei Wettbewerben antreten. Zunächst wurde die Lagenstaffel ausgetragen, hier qualifizierte sich das US-Quartett mit der nach den Australierinnen zweitschnellsten Zeit für das Finale. Im Finale traten mit Kaye Hall, Catherine Ball, Ellie Daniel und Susan Pedersen vier Schwimmerinnen an, die im Vorlauf nicht dabei gewesen waren. Die Schwimmerinnen aus den Vereinigten Staaten siegten mit 1,7 Sekunden Vorsprung auf die Australierinnen. Über 100 Meter Brust qualifizierte sich Ball mit der hinter Norbis schnellsten Zeit für das Finale, belegte im Endlauf aber nur den fünften Platz. Es stellte sich heraus, dass sie an einer Infektion litt und während der Spiele mehrere Kilogramm abgenommen hatte. Zum 200-Meter-Brustwettbewerb trat sie nicht mehr an.
Nach den Olympischen Spielen begann Ball ihr Studium an der University of Florida, in ihrem letzten Studienjahr arbeitete sie bereits als Trainerin. 1976 wurde Catherine Ball in die International Swimming Hall of Fame aufgenommen.